# Maj-Britt Nilsson
Maj-Britt Nilsson (født 11. december 1924 i Stockholm, død 19. december 2006) var en svensk skuespillerinde. Hun blev uddannet på Dramatens elevskola, som hun gik på fra 1944 til 1947.
Nilsson nåede i sin karriere at optræde i over 20 film mellem 1941 og 1977. Hun medvirkede eksempelvis i Hasse Ekmans Flickan från tredje raden (1949), samt filmene To mennesker (1950), Sommerleg (1951) og Mens kvinder venter (1952), som alle er instrueret af Ingmar Bergman.

## Udvalgt filmografi
- Tænk, om jeg blev gift med præsten (1941, ukrediteret)
- Gaden (1949)
- Flickan från tredje raden (1949)
- To mennesker (1950)
- Sommerleg (1951)
- Mens kvinder venter (1952)
- For min hede ungdoms skyld (1952)
- Vildfugle (1955)
- Pige søger natkvarter (1956)
- Skandale i Lilleby (1956)
- Tyvernes glade dage (1958)
- Og bag dem synger skovene (1959)
- Det blæser fra Dødningefjeld (1960)
- En enkel melodi (1974)
- Bluff stop (1977)